# Giovacchino Fortini
Giovacchino Fortini (*  20. Oktober 1670 in Settignano; † 16. Dezember 1736 in Florenz) war ein italienischer Bildhauer und Architekt des Spätbarocks.

## Leben und Werke

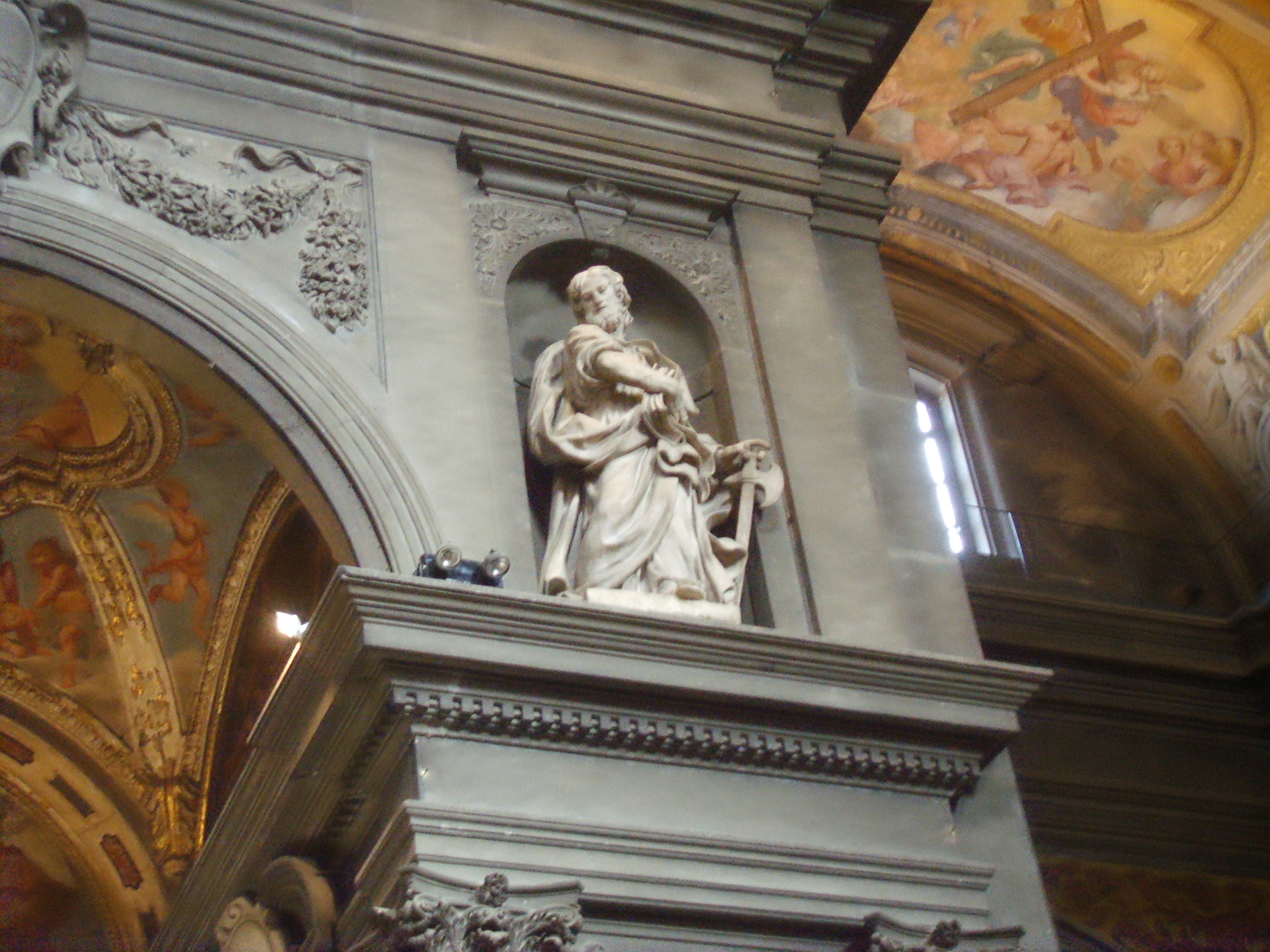
Statue des Heiligen Matthias, Kirche San Michele e Gaetano, Florenz

Er war der Sohn des Steinmetzes Pier Maria Fortini und Margherita Tortoli aus Settignano und der ältere Bruder des Malers Benedetto.
Giovacchino war einer der wichtigsten toskanischen Bildhauer des 18. Jahrhunderts. Neben seiner Haupttätigkeit als Bildhauer war Fortini auch Architekt und im 18. Jahrhundert, zusammen mit Massimiliano Soldani Benzi, der beste Medaillengraveur in der Toskana. Seine erste Ausbildung erhielt er bei Carlo Marcellini und Giuseppe Piamontini. Im Jahr 1694 wurde trat er in die Accademia del disegno in Florenz ein, wo er den Cursus honorum durchlief, bis er die Positionen eines Meisters und Direktors innehatte.
Als Schüler des Bildhauers und Architekten Giovanni Battista Foggini war sein wichtigstes Werk die bildhauerische und architektonische Ausschmückung des Komplexes von San Firenze, wo er ab 1715, nach dem Tod von Pier Francesco Silvani, die Innenarchitektur der Philippiner-Kirche vollendete.
Er arbeitete auch an der Außenfassade von San Firenze, wobei die Statuen von Glaube und Hoffnung über dem Kirchenportal von ihm stammen. Im Inneren der Kirche befinden sich weitere Werke, darunter zwei Flachreliefs und die Statuen der Reinheit und der Nächstenliebe, von ihm.
Als Architekt wurde er auch mit der Vollendung der Villa di Castelpulci beauftragt, deren imposante Fassade das Tal von Scandicci in Richtung Pisa überragt. Außerdem wurde er mit der Modernisierung der Fassade des Palazzo Dami in Florenz im Rokokostil beauftragt. Zu Beginn des 18. Jh. arbeitete er zusammen mit seinem Bruder an der Modernisierung der Villa Il Diluvio in Scandicci.
In der Basilika Santissima Annunziata schuf er zwei Weihwasserbecken, die sich in der Sakristei befinden, während ein weiteres, sehr gut verarbeitetes Weihwasserbecken in der Sakristei der Kirche Santa Maria Novella zu finden ist. In der Barockkirche der Santi Michele e Gaetano wurde er zusammen mit führenden Bildhauern in Florenz des 17. und 18. Jahrhunderts, darunter sein Meister Giovan Battista Foggini, beauftragt, die von Antonio Novelli um 1640 begonnene bildhauerische Ausstattung zu vollenden.

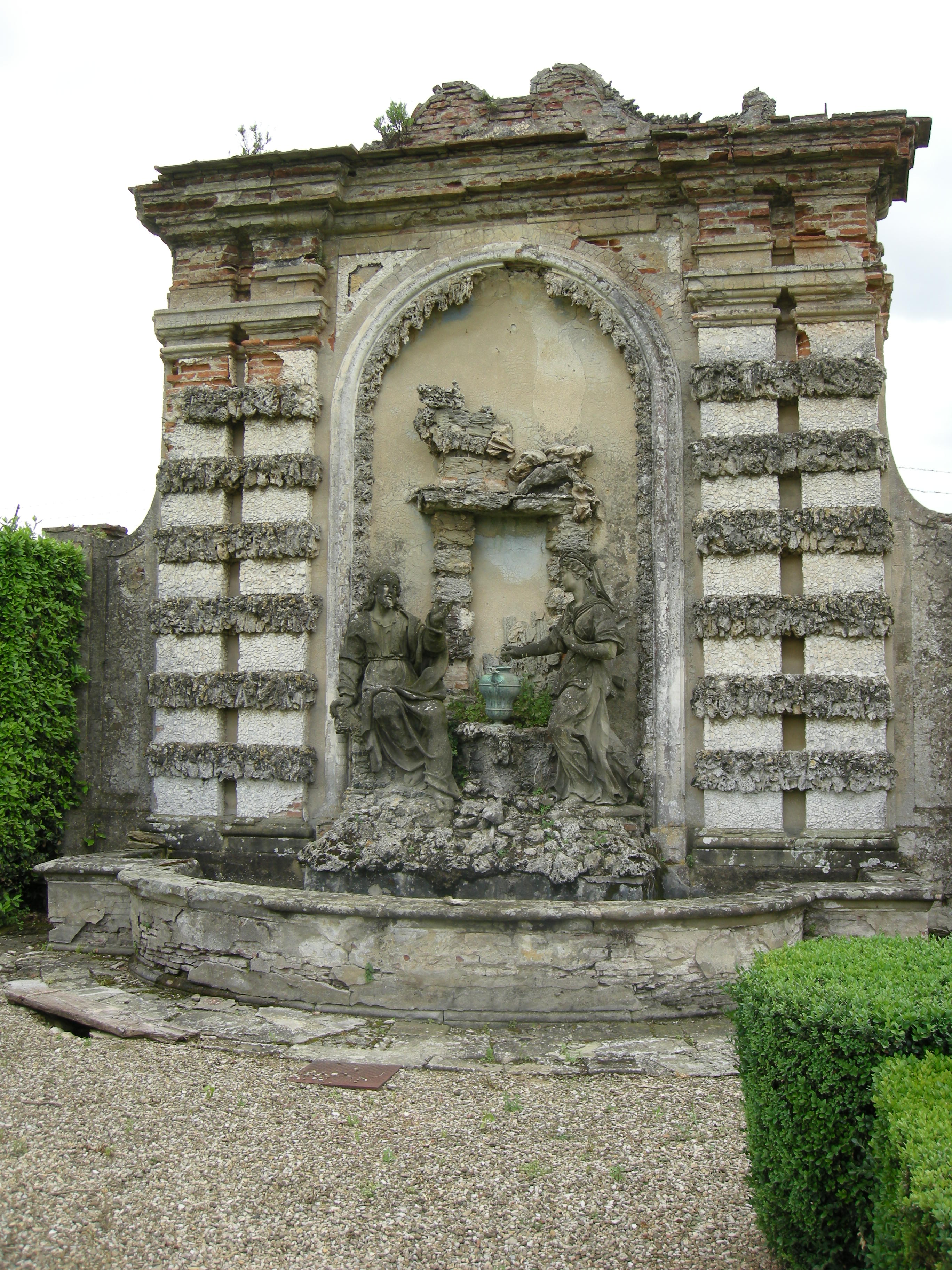
Samariterin am Brunnen, Garten der Villa La Quiete

Angesichts der Anzahl der von Fortini beauftragten Skulpturen war die Dekoration der Villa Bellavista bei Pistoia sehr wichtig. Hier arbeitete er zwischen 1699 in der Kapelle, wo er zwei Engel schuf, und 1702 an den Gartenstatuen aus Travertin, welche die Justizia, Überfluss und die vier Jahreszeiten darstellten. Im Garten der Medici-Villa La Quiete befinden sich die Skulpturengruppe der Samariterin am Brunnen aus Sandstein und eine Grotte, die von Gioacchino unter Mitwirkung seines Bruders Benedetto Fortini, einem Quadraturmaler, der auch einige Innenräume der Villa mit architektonischen Ansichten ausschmückte, um 1724 für Anna Maria Luisa de’ Medici, Kurfürstin der Kurpfalz, die letzte Tochter des Großherzogs Cosimo III. de’ Medici, geschaffen wurde.
Im Familienpalast richtete Fortini einen Raum als kleines Theater ein, in dem Komödien von Giovanni Battista Fagiuoli aufgeführt wurden, dem er den Prolog einer seiner „Burletta rusticale“ widmete, in dem der Dichter sagt:

„... wurde ich zu einer Komödie eingeladen, die in den Räumen von Fortini aufgeführt wird....“

Einige schöne Exemplare seiner Arbeit als Medaillengraveur befinden sich heute in der Sonderabteilung des Bargello.
Er starb am 12. Dezember 1736 in Florenz und wurde im Priorat von Santa Maria in Settignano, zu Füßen des von ihm 1733 für seinen Bruder Benedetto entworfenen Grabmals, beigesetzt.

## Weitere Werke

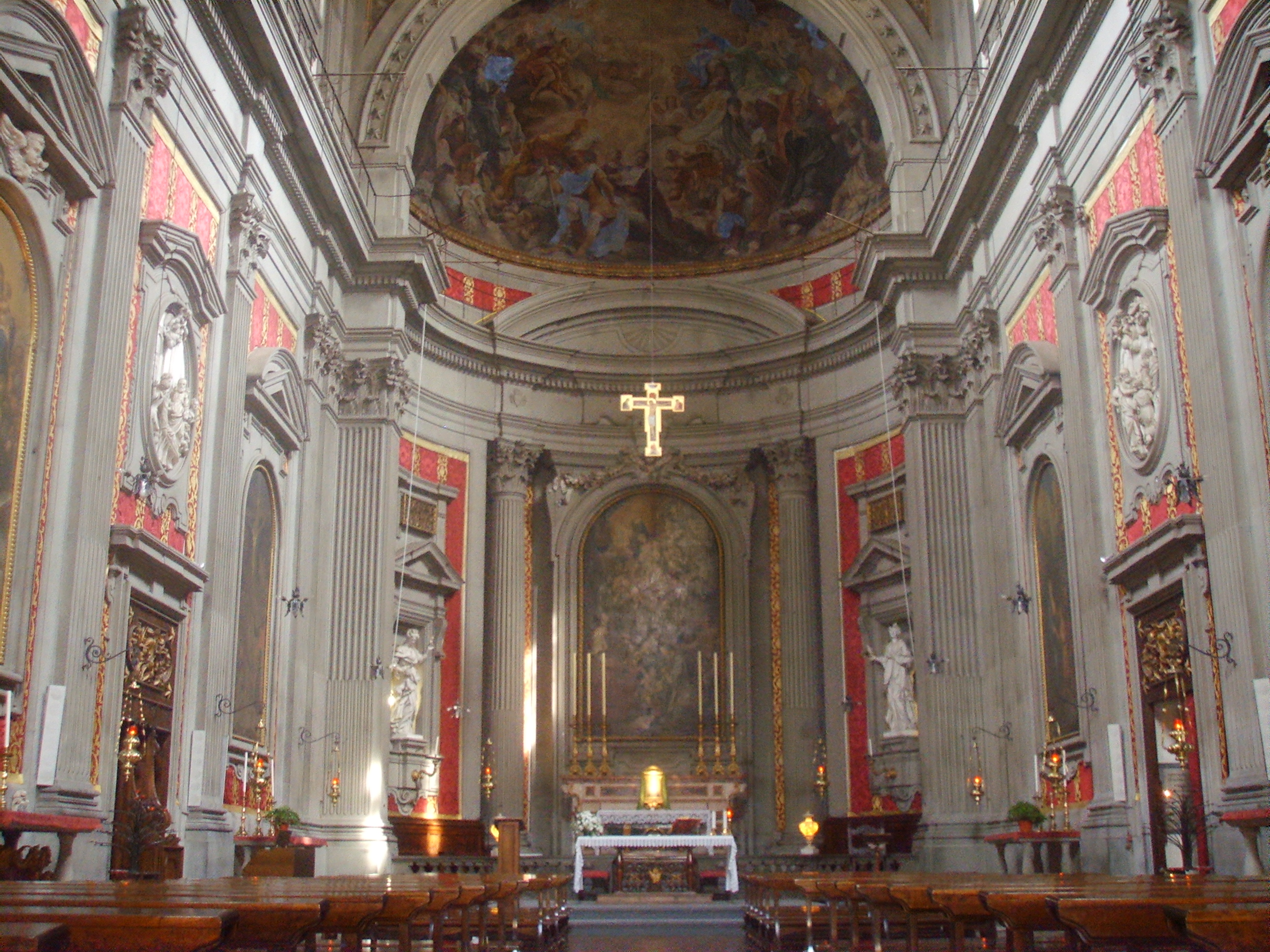
Innenraum der Kirche San Filippo Neri, Florenz

- Marmorbüste des Großfürsten Ferdinando de' Medici, Liverpool
- Marmorbüste von Francesco Feroni, Villa Medici von Cerreto Guidi
- Marmorbüste von Prudenza Feroni, Privatsammlung, London
- Statue für das Grabmal des Generals von Hochkirchen, Kölner Dom
- Schlafender Cupido, vergoldete Bronze, Privatsammlung
- Büste einer Frau, Terrakotta, Privatsammlung